# 1 Pułk Mazurów
1 Pułk Mazurów – pułk jazdy polskiej doby powstania listopadowego, sformowany w grudniu 1830.
Pułk otrzymał 16 krzyży złotych i 13 srebrnych.

## Formowanie pułku
Od początku grudnia 1830 roku szlachta i dymisjonowani oficerowie ze wschodniego Mazowsza (powiaty: kutnowski, gostyniński, łęczycki i rawski) kierowali do władz wojskowych w Warszawie petycje i prośby o pozwolenie na oddolne tworzenie nowych oddziałów jazdy lekkiej. Zgłaszali się także fundatorzy, deklarujący organizowanie lub finansowanie większych oddziałów.
Wśród organizatorów pospolitego ruszenia i komitetu obywatelskiego w Łęczycy był m.in. Józef Byszewski, dymisjonowany rotmistrz kawalerii Księstwa Warszawskiego, który 3 grudnia w piśmie adresowanym do władz w Warszawie informował, że wraz z obywatelami powiatu łęczyckiego tworzy „siłę zbrojną konną”. 8 grudnia 1830 roku dowódca Gwardii Ruchomej na Mazowszu, pułkownik Wincenty Dobiecki, wydał odezwę wzywającą wszystkich umundurowanych i uzbrojonych ochotników województwa mazowieckiego, aby kierowali się do Łęczycy. Tam powołał oddział jazdy, nazywany od tego czasu 1 Pułkiem Mazurów, którego organizatorem został major Roman Sierakowski. Napływ ochotników do pułku był znaczny, dlatego równolegle wyznaczono drugi ośrodek formowania jazdy lekkiej – w Kutnie. Punkty werbunkowe pułku funkcjonowały także m.in. w Rawie Mazowieckiej, Zgierzu i Łodzi. Syn Berka Joselewicza – Józef Berkowicz zabiegał o utworzenie w pułku szwadronu złożonego z Żydów.
O umundurowanie żołnierzy pułku zadbali łódzcy sukiennicy, którzy dostosowali swoją produkcję do zapotrzebowania wojska, a następnie przekazywali materiały łęczyckim i okolicznym krawcom, którzy przygotowywali mundury. Uzbrojenie dla ochotników produkowały okoliczne warsztaty i fabryki wyrobów żelaznych, żołnierze uzbrajali się także w pałasze i pistolety wydobyte z domowych lamusów. Lance pułku miały być ozdobione proporcem, chorągiewką w kolorze żółtym i granatowym. Pułkownik Dobiecki zapewniał, że każdemu kto oprócz służby własnej zgromadzi lub wyposaży więcej niż 25 jeźdźców nada stopień oficerski. Zapewnienia te spowodowały w pułku kłopoty, gdyż ten dość szybko przekroczył etatowe stany oficerskie, a wielu oficerów nie posiadało żadnych umiejętności wojskowych. Pułkowe magazyny żywności i furaży zorganizowano m.in. w Łęczycy, Kłodawie, Brzezinach i Strykowie.

## Organizacja pułku
Dowódcą pułku został pułkownik Wincenty Dobiecki. Pułk składał się z czterech szwadronów, z których wszystkie stacjonowały w Łęczycy. Dowódcą pierwszego szwadronu został podpułkownik Józef Byszewski, weteran wojen napoleońskich. Drugim szwadronem dowodził ppłk. Fortunat Chotomowski, były oficer 15 Pułku Piechoty, na czele trzeciego szwadronu stanął mjr Aleksander Jerzmanowski, były oficer 3 Pułku Piechoty, a ostatnim, czwartym szwadronem dowodził mjr. Romuald Sierakowski, dymisjonowany kapitan 7 Pułku Jazdy.
Pod koniec stycznia 1831 roku pułk liczył ogółem 803 ludzi i dysponował ponad 930 końmi. Istniały jednak braki w wyposażeniu w broń, pod koniec stycznia kompletem akcesoriów (pałasz, lanca, pistolet i karabinek) nie dysponowała nawet połowa żołnierzy. W związku z brakiem karabinków, wielu kawalerzystów zaopatrywało się w broń myśliwską.
25 stycznia 1831 roku pułk przeszedł na utrzymanie rządowe. Na początku lutego 1831 roku pułk wraz z taborami wymaszerował w stronę stolicy, gdzie miał wejść w skład korpusu rezerw jazdy generała Jana Weyssenhofa. W Łęczycach został tylko tzw. „szwadron rezerwowy”, czyli grupa rezerwowych żołnierzy i kilkadziesiąt koni. W pierwszych dniach lutego pułk dotarł na przedpola stolicy i zakwaterował się w Błoniu.

## Walki pułku
Na początku lutego 1831 roku pułk został włączony do rezerw armii regularnej, pod koniec miesiąca został jednak włączony do wojsk liniowych, a pierwszym miejscem zgrupowania regimentu został Radzymin. Pierwszą walkę żołnierze pułku stoczyli 24 lutego 1831 roku, biorąc udział w bitwie pod Białołęką, pułk Mazurów odznaczył się w walce śmiałymi kontratakami, idąc za przykładem ppłk. Byszewskiego. W walce pułk miał stracić 40 ludzi i 52 konie. 
11 marca pułk został włączony w skład 2 Korpusu Jazdy generała Tomasza Łubieńskiego. W marcu tego roku żołnierze pułku pełnili zadania patrolowe i konwojowe, prowadzili także działania rozpoznawcze. 31 marca wzięli udział w II bitwie pod Wawrem, zadając Rosjanom duże straty. Następnie pułk brał udział w walkach pod Kałuszynem i pod Różą. 24 kwietnia i 1 maja 1831 roku wziął udział w starciach pod Kuflewem, tracąc kilkunastu żołnierzy. W maju 1831 roku pułk liczył 633 żołnierzy i 36 oficerów, dysponował także tylko 558 końmi.
26 maja 1831 roku 3 szwadrony pułku, liczące łącznie 408 żołnierzy, brały udział w bitwie pod Ostrołęką. W bitwie pułk poniósł bardzo dotkliwe straty, a ciężko ranny został jego dowódca – płk. Dobiecki. Po bitwie dowództwo przejął Józef Byszewski, a pułk, składający się teraz z trzech szwadronów liczących zaledwie 303 żołnierzy, został przeniesiony do dywizji rezerw generała Kazimierza Skarżyńskiego.
W czerwcu tego samego roku pułk znalazł się w brygadzie pułkownika Stanisława Gawrońskiego. W tym czasie przystępując do odbudowy pułku, płk. Byszewski musiał uciekać się do dyscyplinowania podkomendnych nawet za pomocą ogłoszeń prasowych, wzywając ich do powrotu do jednostki. Pod koniec lipca pułk odbudowano do trzech pełnych szwadronów w sile 450 żołnierzy. W sierpniu 3 Dywizja Jazdy, w skład której wchodził pułk, została przydzielona do korpusu Straży Przedniej.
W sierpniu 1831 roku pułk brał udział w bitwach pod Żelechowem i pod Krynką. Większą bitwę stoczono także pod Międzyrzecem Podlaskim. We wrześniu 1831 roku pułk wyruszył na południe kraju, w kierunku granicy austriackiej. Podczas marszu pułk stoczy z Rosjanami zwycięskie potyczki m.in. pod Stężycą, pod Krasnystawem i pod Janowem. Ostatnia i nierozstrzygnięta walka pułku z Rosjanami miała miejsce 12 września pod Kockiem. Następnie większość oddziałów II Korpusu przekroczyła granicę austriacką, gdzie zostały one internowane. Pułk Mazurów nie przekroczył granicy i udał się do Sławkowa, gdzie stacjonowało ugrupowanie generała Zygmunta Stryjeńskiego. Pułk wraz z całym zgrupowaniem skapitulował przed Rosjanami 28 września 1831 roku.
Bitwy i potyczki:
- Białołęka (24 lutego 1831),
- Wawer (31 marca 1831),
- Jędrzejów (1 kwietnia 1831),
- Latowicz (2 kwietnia 1831),
- Róża (4 kwietnia 1831),
- Kuflew (25 kwietnia i 1 maja 1831),
- Ostrołęka (26 maja 1831),
- Karczew (23 sierpnia 1831),
- Żelechów (27 sierpnia 1831),
- Krynka (28 sierpnia 1831),
- Międzyrzecz (29 sierpnia 1831),
- Stężyc i Krasnystaw (5 września 1831),
- Janów (8 września 1831),
- Kock (12 września 1831).

## Żołnierze pułku

### Dowódcy
- płk Wincenty Dobiecki (do 26 maja 1831 roku)[21],
- płk Józef Byszewski.

### Oficerowie
- Stanisław Hernisz
- Maksymilian Oborski